# Dąbrowa Białostocka
Dąbrowa Białostocka ist eine Stadt in Polen in der Woiwodschaft Podlachien. Sie ist Sitz der gleichnamigen Stadt-und-Land-Gemeinde im Powiat Sokólski.

## Geographische Lage
Dąbrowa Białostocka liegt im Nordosten Polens, siebzehn Kilometer westlich der Staatsgrenze Polens zu Belarus.

## Geschichte
Das heutige Dąbrowa Białostocka wurde als königliche Siedlung um 1558 oder 1588 angelegt. Im 16. Jahrhundert wurde die Kirche der Heiligen Anna eingeweiht. Im nachfolgenden Jahrhundert war die Siedlung bereits ein Handelsort.
Schon 1712 wurde Dąbrowa Białostocka als Stadt erwähnt, die Vergabe des Stadtrechts ist aber erst für die Zeit zwischen 1712 und 1715 nachweisbar. Bei der Dritten Teilung Polens kam die Stadt 1795 unter preußische Herrschaft und wurde Kreisstadt, bevor sie 1807 Teil des russischen Zarenreiches wurde. 1899 wurde Dąbrowa Białostocka an das Schienennetz angeschlossen. Nach dem Ersten Weltkrieg und der Wiedererrichtung des polnischen Staates wurde die Stadt Teil desselben. In der Zwischenkriegszeit erholte sich die Stadt, es entstanden Mühlen, ein Milchhof und eine kleine Zuckerfabrik. 1936 wurden 110 Handwerksbetriebe in Dąbrowa Białostocka gezählt. Mit dem Ausbruch des Zweiten Weltkrieges besetzte die Rote Armee die Gegend. Im Rahmen des sogenannten Unternehmen Barbarossa marschierte im Juni 1941 die Wehrmacht in die Stadt ein. Die Deutschen errichteten hier ein Ghetto für die Juden. Dieses wurde später aufgelöst und die Juden nach Suchowola und später größtenteils in das Vernichtungslager Treblinka deportiert wo die meisten ermordet wurden. Im Rahmen der allgemeinen Umbenennung polnischer Städte wurde Dąbrowa Białostocka in Gartenstadt umbenannt. Im Juli 1944 marschierte erneut die Rote Armee in die Stadt ein. Mit dem Ende des Krieges war die Stadt wieder Teil Polens. Von den Auswirkungen des Zweiten Weltkrieges erholte sich die Stadt nur langsam und so verlor Dąbrowa Białostocka 1950 sein Stadtrecht. 1965 wurde der Ort Sitz eines Powiats, das Stadtrecht erlangte Dąbrowa Białostocka aber erst 1965 wieder. In den 1960er und 1970er Jahren entwickelte sich die Stadt schnell und es wurden eine Reihe von neuen Fabriken errichtet. Im Rahmen einer Verwaltungsreform kam die Stadt 1998 zur neu gebildeten Woiwodschaft Podlachien.

## Bauwerke

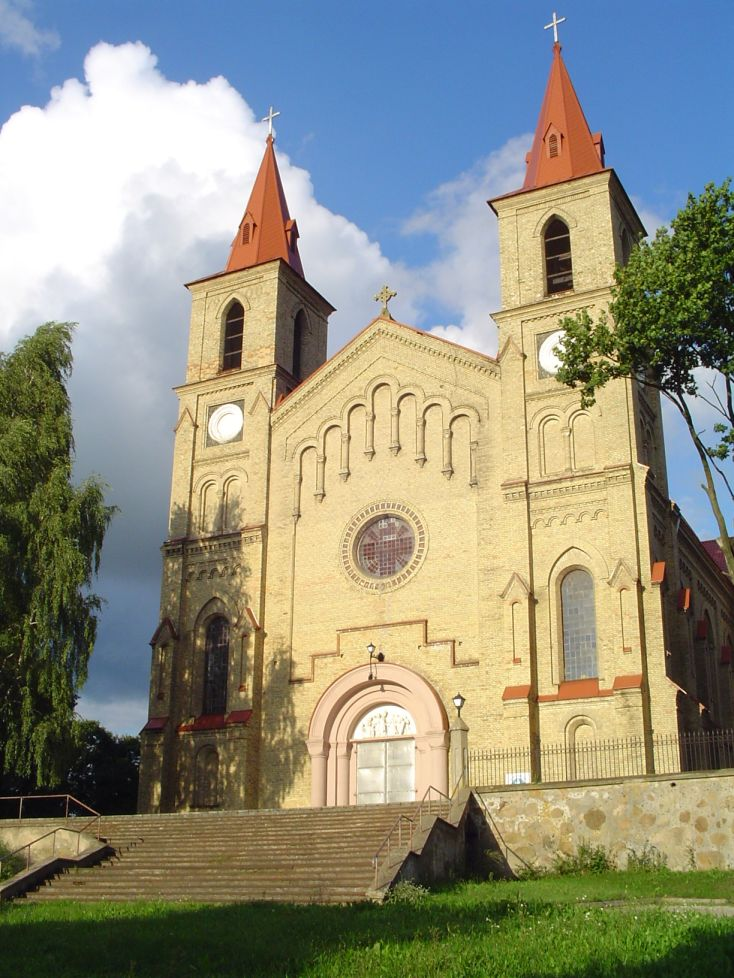
Römisch-katholische Kirche

Die neogotische römisch-katholische Kirche wurde 1897 bis 1902 errichtet.
Die Holländerwindmühle aus Beton wurde 1928 errichtet.
Die Kirche der Heiligen Anna im Dorf Kamienna Stara wurde bereits im 16. Jahrhundert errichtet und ist damit die älteste erhaltene hölzerne Kirche in der Woiwodschaft Podlachien.

## Gemeinde
Die Stadt-und-Land-Gemeinde besitzt eine Fläche von 263,95 km², auf welcher 12.613 Einwohner leben. Sie wird von den Gemeinden Nowy Dwór, Sidra, Janów, Suchowola, Lipsk und Sztabin begrenzt.

## Verkehr
Das Straßennetz der Gemeinde umfasst 198 Kilometer, davon 164 Kilometer befestigt. Zum Straßennetz gehören 34,6 Kilometer Woiwodschaftsstraßen. Die Woiwodschaftsstraße 670 (droga wojewódzka 670) welche nach etwa 50 Kilometern in westlicher Richtung unweit von Goniądz in die Landesstraße 65 mündet. Im Osten führt die 670 über Nowy Dwór Sokólski zur belarussischen Grenze. Dort ist ein Grenzübergang zu Belarus geplant (2007). Die Woiwodschaftsstraße 673 verläuft von Nord nach Süd. Im Norden mündet sie nach etwa 12 Kilometern bei Lipsk in die Woiwodschaftsstraße 664. Im Süden endet sie nach etwa 30 Kilometern in Sokółka.
Die Kreisstraßen (ulica powiatowe) besitzen eine Länge von 106,7 Kilometern, die Gemeindestraßen 43,3 Kilometer.
Der nächste Grenzübergang zu Belarus befindet sich in Kuźnica etwa 25 Kilometer südöstlich von Dąbrowa Białostocka.
Durch die Stadt führt die Schienenverbindung von Warschau über Białystok nach Suwałki.